# Pseudoblothrus roszkovskii
Pseudoblothrus roszkovskii är en spindeldjursart som först beskrevs av Vladimir V. Redikorzev 1918.  Pseudoblothrus roszkovskii ingår i släktet Pseudoblothrus och familjen spinnklokrypare. Inga underarter finns listade i Catalogue of Life.